# Lars Wallén
Lars-Erik (Lars) Verner Wallén, född 27 november 1936 i Stora Kopparbergs församling i Kopparbergs län, död 7 augusti 2022 i Enköpings distrikt i Uppsala län, var en svensk militär.

## Biografi
Wallén avlade studentexamen 1957 och officersexamen vid Krigsskolan 1959, varpå han utnämndes till fänrik vid Norrlands dragoner 1959, där han tjänstgjorde 1959–1968 och befordrades till löjtnant 1961. Han gick långa kursen vid Ridskolan i Strömsholm 1960–1961, kavalleriofficersskola 1962–1963 och Allmänna kursen vid Militärhögskolan 1966–1967, befordrades till ryttmästare 1968 och gick Stabskursen vid Militärhögskolan 1968–1970. Han var repetitör vid Militärhögskolans högre kurser 1970–1971, detaljchef vid Taktik- och underrättelseavdelningen i Arméstaben 1971–1973, lärare i taktik och stabstjänst vid Militärhögskolans högre kurser 1971–1973, departementssekreterare i Försvarsdepartementet 1973–1974 och chef för Markoperativa avdelningen vid staben i Västra militärområdet 1974–1975. Han befordrades till överstelöjtnant 1975 och tjänstgjorde 1975–1979 vid Arméstaben: som detaljchef i Taktik- och underrättelseavdelningen 1975–1976 och som chef för samma avdelning 1976–1979. Därefter var han 1979–1982 chef för Grundutbildningsbataljonen och ställföreträdande regementschef vid Norrlands dragoner (1980 namnändrat till Norrlands dragonregemente). År 1982 befordrades han till överste, varefter han var chef för Norrlands dragonregemente 1982–1984. Wallén befordrades till överste av första graden 1984, var sektionschef och militärområdesinspektör i staben vid Övre Norrlands militärområde 1984–1989 och chef för Dalregementet tillika befälhavare för Kopparbergs försvarsområde 1989–1996.